# Eurotium lateritium
Eurotium lateritium är en svampart som beskrevs av Mont. 1849. Eurotium lateritium ingår i släktet Eurotium och familjen Trichocomaceae.   Inga underarter finns listade i Catalogue of Life.